# Vann Nath
Vann Nath (tiếng Khmer: វ៉ាន់ណាត; 1946 – 5 tháng 9 năm 2011) là một họa sĩ, nghệ sĩ, nhà văn và nhà hoạt động nhân quyền người Campuchia, thuộc về một trong những nhóm nhà văn đa dạng đến từ 22 quốc gia được nhận Giải thưởng Lillian Hellman/Hammett đầy danh giá, công nhận sự can đảm khi đối đầu với cuộc đàn áp chính trị mà ông phải đối mặt dưới thời Khmer Đỏ. Ông là người Campuchia thứ tám giành được giải thưởng kể từ năm 1995. Ông là một trong bảy người trưởng thành duy nhất còn sống sót của trại S-21, nơi 20.000 người Campuchia bị tra tấn và hành quyết dưới chế độ Khmer Đỏ.

## Tiểu sử
Vann Nath sinh ra ở làng Phum Sophy, huyện Srok Battambang, tỉnh Battambang ở phía tây bắc Campuchia. Ngày tháng năm sinh của ông vẫn chưa được biết rõ, nhưng người Campuchia nghèo khổ sinh ra ở khu vực nông thôn thường không có giấy khai sinh thích hợp. Ông được dạy dỗ ở chùa Wat Sopee khi còn nhỏ. Bố mẹ ông đã ly thân, ông có hai anh trai và một chị gái. Họ kiếm sống bằng cách bán một loại mì trắng Khmer gọi là 'num banhchok'. Họ nghèo đến nỗi Nath không có cơ hội được học hành đàng hoàng. Khi Nath tròn 14 hoặc 15 tuổi, ông đã phải tới làm việc tại nhà máy với mức lương 500–600 riel một tháng (dưới 0,25 USD).
Nath bắt đầu thích vẽ tranh khi ông đang học ở chùa Wat Sopee. "Tôi trở nên cuốn hút với hội họa khi tôi đi vào chùa và tôi thấy mọi người vẽ một bức tranh ở bên tường của một ngôi đền." Thay vì theo đuổi hội họa, ông phụng sự tại chùa như một nhà sư từ năm 17 đến 21 tuổi. "Mỗi gia đình có một đứa con trai...một trong những người con trai phải đi tu – điều đó được coi là xấu đối với gia đình Campuchia không có một người con trai là một nhà sư", Vann Nath nói.
Khi chị gái qua đời, Vann Nath rời bỏ tu viện để bắt đầu ra ngoài làm việc phụ giúp gia đình. Ông đăng ký nhập học một trường dạy vẽ tư nhân vào năm 1965. "Trường học cách xa nhà tôi và tôi không đủ tiền mua xe đạp. Vì cuộc sống gia đình chúng tôi khó khăn, chỉ có mẹ tôi làm việc để hỗ trợ cả gia đình và bà ngày càng già và tôi đã phải trả học phí cho trường vẽ." Về sau, trường cho phép Vann Nath làm việc ở đó để đổi lấy học phí. Sau hai năm, ông đã có thể kiếm lợi từ công việc vẽ tranh của mình.

## Khmer Đỏ
Vào thời điểm bị bắt vào ngày 7 tháng 1 năm 1978, Vann Nath đang làm việc trên một cánh đồng lúa ở tỉnh Battambang quê nhà của ông giống như nhiều người dân địa phương khác ở Battambang. Khmer Đỏ đưa ông đến Wat Kandal, một ngôi chùa Phật giáo được sử dụng làm trung tâm giam giữ. Họ nói rằng ông bị buộc tội vi phạm quy tắc đạo đức của tổ chức Angkar. Ông không hiểu điều đó có nghĩa là gì.
Một tuần sau, ông bị di dời và trục xuất đến một nhà tù an ninh ở Phnôm Pênh. Nhà tù an ninh này được Khmer Đỏ gọi là S-21 và trước đây nó là một trường trung học được gọi là Trường Trung học Phổ thông Chao Ponhea Yat. Ở đó, mọi người bị thẩm vấn, tra tấn và xử tử hàng ngày. Trước sự sụp đổ của Khmer Đỏ và cuộc tiến công của quân đội Việt Nam vào năm 1979, chỉ có bảy tù nhân được đưa ra khỏi nhà tù còn sống. Vann Nath là một trong số họ.

## Sự nghiệp
Vann Nath là một họa sĩ và nhà văn có hồi ký và tranh vẽ về những trải nghiệm trong nhà tù Tuol Sleng khét tiếng là một bằng chứng mạnh mẽ và sâu sắc về tội ác của Khmer Đỏ.
Vann Nath là một người bênh vực thẳng thắn nhằm đem lại công lý cho các nạn nhân gánh chịu tội ác của Khmer Đỏ và điều này được thể hiện trong những tác phẩm của ông. Cuốn hồi ký năm 1998 mang tên A Cambodian Prison Portrait: One Year in the Khmer Rouge's S-21 Prison (Chân dung nhà tù Campuchia: Một năm trong nhà tù S-21 của Khmer Đỏ), về những trải nghiệm của ông tại S-21, vào lúc đó đây là tài liệu duy nhất được viết bởi một người sống sót trong nhà tù. Tác phẩm đã được dịch từ tiếng Anh sang tiếng Pháp và tiếng Thụy Điển.
Vann Nath là một trong những nghệ sĩ nổi bật nhất của Campuchia. Mạng sống của ông chỉ được cứu bởi kẻ bắt giữ, Đồng chí Duch, để ông có thể được đưa vào vẽ tranh và điêu khắc chân dung của Pol Pot. Ông đóng một vai trò quan trọng trong việc giúp hồi sinh nghệ thuật ở Campuchia sau nhiều thập kỷ chiến tranh và diệt chủng.
Trong suốt năm 2001 và 2002, Vann Nath đã làm việc rất tích cực với đạo diễn phim người Campuchia Rithy Panh trong quá trình chuẩn bị cho một bộ phim tài liệu mang tên S-21: The Khmer Rouge Killing Machine (S-21: Cỗ máy giết người của Khmer Đỏ). Vann Nath đã được phỏng vấn trong phim, trong đó Panh tập hợp các cựu tù nhân và lính canh của nhà tù Tuol Sleng trước đây. Vann Nath phải đối mặt và đặt câu hỏi về những kẻ tra tấn trước đây của ông trong bộ phim tài liệu. Để công nhận công việc của họ, cả Vann Nath và Rithy Panh đã được Đại học Paris VIII trao danh hiệu Tiến sĩ danh dự vào ngày 24 tháng 5 năm 2011.

## Bệnh tật
Dù phải chống chọi với các vấn đề sức khỏe lâu dài, bao gồm bệnh thận mãn tính, Vann Nath vẫn tiếp tục vẽ và viết về những trải nghiệm của mình dưới chế độ Pol Pot. Ông bị đau tim và hôn mê. Ông qua đời vào ngày 5 tháng 9 năm 2011 tại Bệnh viện Calmette ở Phnôm Pênh. Hưởng thọ 65 tuổi.